# 紅しょうが

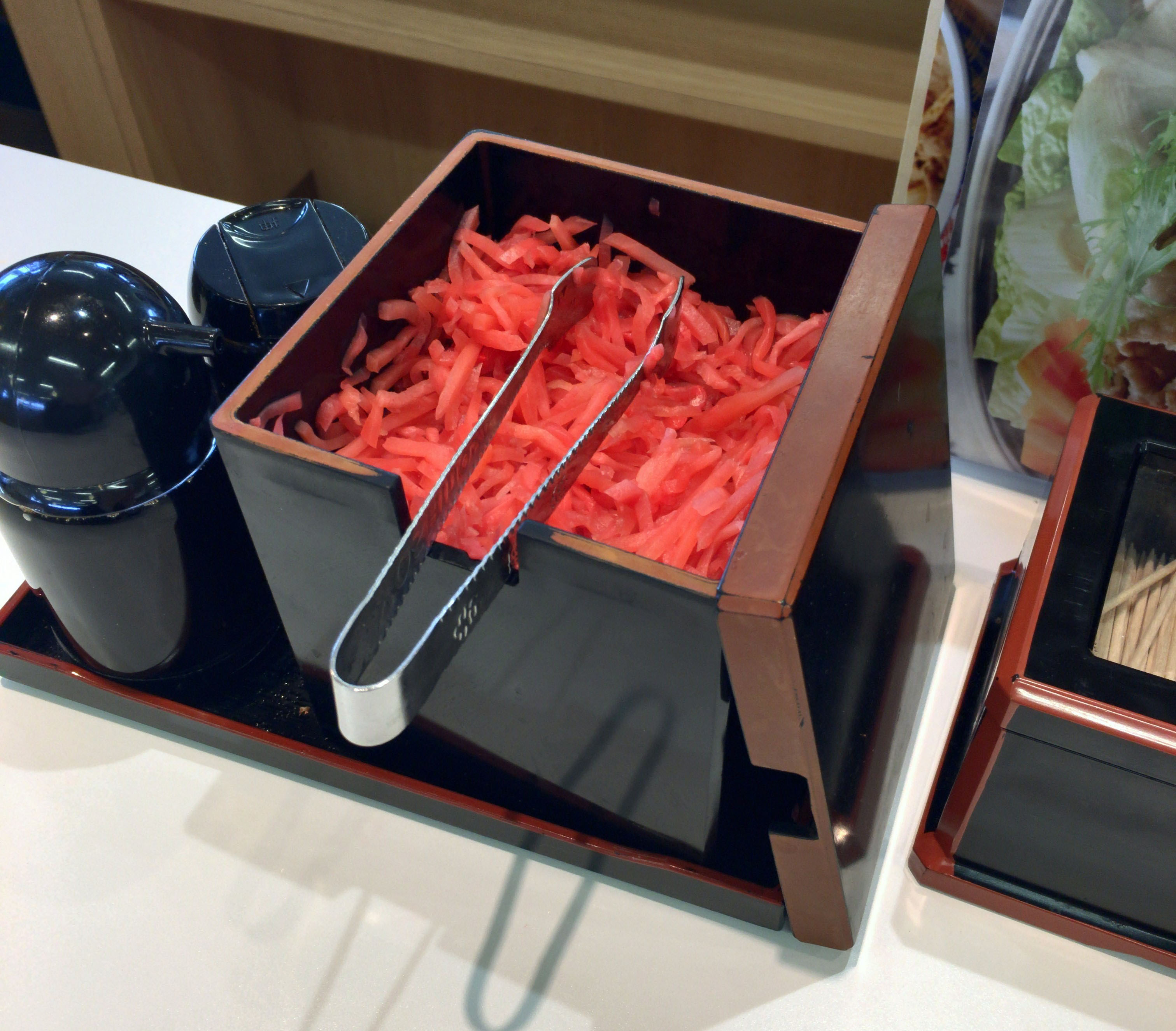
牛丼店に備え付けられている千切り紅しょうがの一例

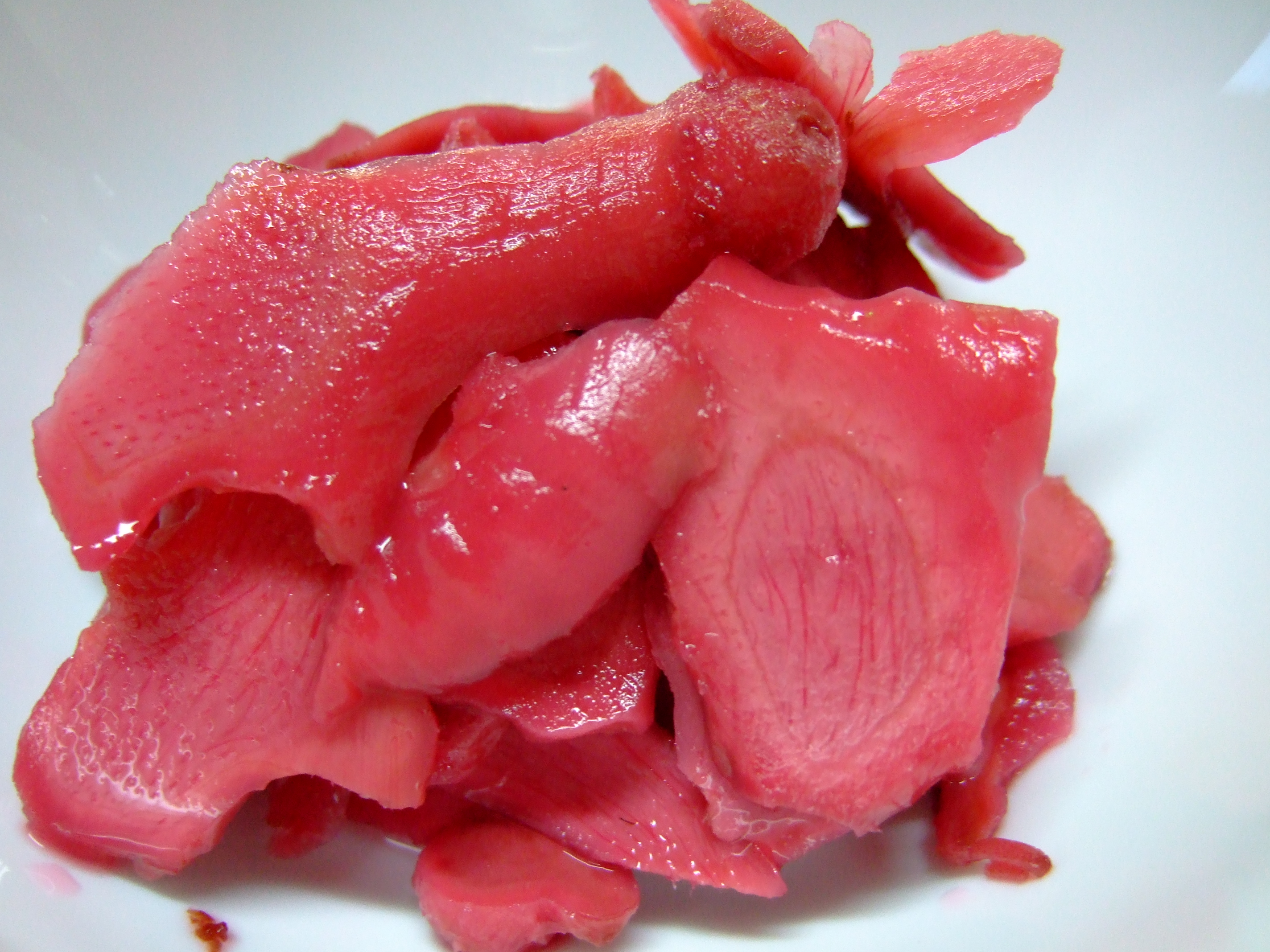
平切りの紅しょうが

紅しょうが（べにしょうが）は、ショウガの根茎を梅酢に漬けた漬物の一種。

## 由来
生姜の日持ちをよくするために古くから酢漬けが行われていたが、関東では主に甘酢が使われてガリとなり、関西では主に梅酢が使われて紅しょうがとなった。
江戸時代後期の風俗を説明した文献『守貞謾稿』には、寿司の添え物として京阪は梅酢漬を用いた紅生姜を使う、と記述が残ることから江戸時代後期には関西地方で作られていたことが窺える。

## 作り方
根生姜（ねしょうが）を塩で下漬けまたは天日干しで脱水した後、梅酢（梅干しを漬けた後に残る漬け汁）で数日間漬けこむ。カビ防止のため、基本的には水分の少ないヒネ生姜で作る。新生姜で作る場合は水分が多いので薄切りにしてから脱水することもある。
この際の梅酢は、赤紫蘇入りの赤梅酢を用いると（紫蘇の色が移って）濃い赤紫色になる。赤紫蘇を除いたあとの赤梅酢の場合はやや薄くなる。シソを用いていない白梅酢を用いた場合でも、新生姜であれば茎に近い部分にアントシアニン系色素が含まれているため、梅酢の酸と反応して淡い薄紅色に漬けあがる。また赤を際立たせるため赤系の食用色素を用いた、濃い紅色の紅しょうがも作られる。
なお工業的に製造する場合は、食用色素（赤色2号、赤色3号、赤色102号、赤色104号）で着色した梅酢入りの調味液に、あらかじめ細切りにしておいたショウガを漬け込む製法が多い。

## 利用法
そのまま食べることもあるが、基本的には色取り・あしらい・口直し・付け合わせとしての性格が強い。
形態としては、お好み焼きやたこ焼きなどに用いるみじん切り紅生姜、焼きそばなどに添えられる千切紅生姜などに分けられる。寿司などに添えられる平切紅生姜（ガリ）の代用にもされる。
牛丼や博多ラーメン、沖縄そばの店のほとんどは、紅しょうがを入れた器を客席に置いており、客が自分でトッピングするようになっている。

## 紅しょうがを使った料理
- 天ぷら、串カツ - 近畿地方では、薄くスライスして天ぷら、縦に切って串カツにしたものが古くから親しまれている。

## 紅しょうがを付け合せにする料理
- お好み焼き
- たこ焼き
- 焼きそば
- 焼きうどん
- 冷し中華
- 博多ラーメン
- 沖縄そば
- 牛丼
- 寿司
- 薩摩揚げ
- チャーハン
- 北海道の赤飯